# Sabrang Lor
Sabrang Lor is een bestuurslaag in het regentschap Klaten van de provincie Midden-Java, Indonesië. Sabrang Lor telt 2628 inwoners (volkstelling 2010).